# Н’Диай, Усман
Усман Кардинал Н’Диай (фр. Ousmane Cardinal N'Diaye; род. 19 августа 1991, Дакар) — сенегальский футболист, защитник.

## Карьера
Футбольную карьеру начал в 2008 году в составе клуба «Олимпик Лион Б».
В 2015 году подписал контракт с клубом «Самсунспор».
В 2017 году перешёл в турецкий клуб «Генчлербирлиги».

## Достижения
«Шериф»
- Чемпион Молдавии: 2019

## Клубная статистика
| Игровая карьера | Игровая карьера | Игровая карьера | Игровая карьера | Ч-т | Ч-т | Кубок | Кубок | Межд. | Межд. | Др. | Др. |
| --------------- | --------------- | --------------- | --------------- | --- | --- | ----- | ----- | ----- | ----- | --- | --- |
| 2017/2018       | Генчлербирлиги  | Флаг Турции     | А               | 10  | 0   | 3     | 0     | -     | -     | -   | -   |
| 2018/2019       | Османлыспор     | Флаг Турции     | Б               | 16  | 0   | 1     | 0     | -     | -     | -   | -   |
| 2019            | Шериф           | Флаг Молдовы    | A               | 13  | 0   | 2     | 1     | 4     | 1     | -   | -   |
| 2020/2021       | Шериф           | Флаг Молдовы    | A               | 9   | 1   | -     | -     | 3     | 0     | -   | -   |
| 2021            | Кайсар          | Флаг Казахстана | A               | 2   | 0   | -     | -     | -     | -     | -   | -   |